# Basílica de San Pedro y San Pablo (Lewiston)
La Basílica de San Pedro y San Pablo (en inglés: Sts. Peter and Paul Basilica) También conocida como Ss. Iglesia de Peter y de Paul, es una iglesia situada en Lewiston, Maine, y es parte de la Diócesis de Portland en Estados Unidos.
La iglesia fue terminada el 18 de julio de 1936, y fue dedicada el 23 de octubre de 1938, a los santos la iglesia cuyo nombre lleva, San Pedro y San Pablo. El 14 de julio de 1983, la iglesia fue agregada al Registro Nacional de Lugares Históricos, por ser la segunda iglesia más grande de la región de Nueva Inglaterra. En 1986, los dominicos entregaron la administración de la iglesia a la diócesis de Portland.
En un artículo de 2015 en el Bangor Daily News, se informó que la Iglesia era una de las pocas iglesias restantes en Maine que aún ofrecía una misa en francés. En el Portland Press Herald se informó que una afluencia de inmigrantes católicos francófonos de África central ha sido una fuerza impulsora en el apoyo a la misa tradicional en lengua francesa.

## Véase también

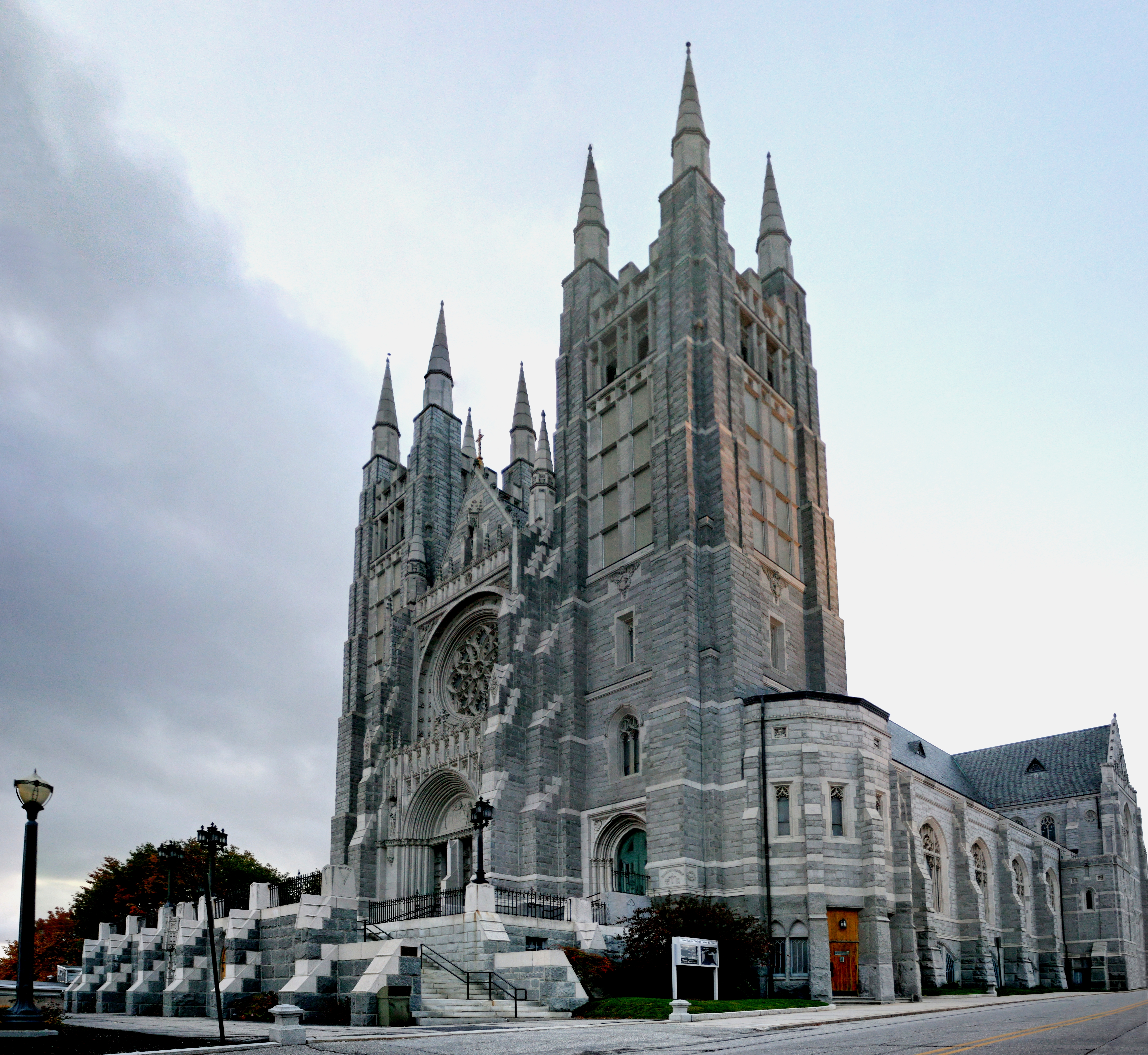
Otra vista del templo